# Irene Worth
Irene Worth (Fairbury, 23 giugno 1916 – New York, 9 marzo 2002) è stata un'attrice statunitense.
Acclamata interprete teatrale a Broadway e nel West End londinese, nel corso della sua carriera vinse tre Tony Awards e un BAFTA alla migliore attrice protagonista.

## Filmografia parziale
- One Night with You, regia di Terence Young (1948)
- The Secret People, regia di Thorold Dickinson (1952)
- Ordine di uccidere (Orders to Kill), regia di Anthony Asquith (1958)
- Il capro espiatorio (The Scapegoat), regia di Robert Hamer (1959)
- Il dominatore dei 7 mari, regia di Rudolph Maté, Primo Zeglio (1962)
- Re Lear (King Lear), regia di Peter Brook (1971)
- Nicola e Alessandra (Nicholas and Alexandra), regia di Franklin J. Schaffner (1971)
- Uno scomodo testimone (Eyewitness), regia di Peter Yates (1981)
- Trappola mortale (Deathtrap), regia di Sidney Lumet (1982)
- Dance - Voglia di successo (Fast Forward), regia di Sidney Poitier (1985)
- Proibito amare (Lost in Yonkers), regia di Martha Coolidge (1993)
- Biglietti... d'amore (Just the Ticket), diretto da Richard Wenk (1998)
- Onegin, regia di Martha Fiennes (1999)

## Doppiatrici italiane
- Gabriella Genta ne Il capro espiatorio, Trappola mortale